# 衡山镇
衡山镇是安徽省霍山县下辖的一个镇，同时也是霍山县委、县政府所在地，是霍山县经济、政治与文化中心。衡山镇南靠汉武帝敕封的南岳山，北临苏轼游历的东淠河，东接汉武重游的复览山，西望狮山胜景睡美人，境内环境优美、交通便捷。

## 行政沿革
衡山镇原名城关镇，2003年以原城关镇为中心，撤消原东城镇，加上原佛子岭镇的三星、柳林河两村，黑石渡镇的高桥湾村、大沙埂镇的满路桥、榆树店两村和但家庙镇的果园厂、丁家山坎两个村民组，合并成立以南岳衡山冠名的衡山镇。
2004年，全县村级行政区调整中，衡山镇由29个村、9个社区，调整为11个村、10个社区。其中新增的社区为上元街、城东社区。2005年时，中共霍山县委、县政府将城东社区划归霍山经济开发区。

## 经济发展
衡山镇近几年经济发展迅速，不断加大对外开放与招商引资的力度。镇内诞生了源牌集团、龙华集团、大别山天然食品公司等一批优秀的企业。

## 地理位置
衡山镇位于安徽省西部，大别山北麓，霍山县东北部，东接本县与儿街镇，东北面与但家庙镇接壤，北临霍山北大门下浮桥镇，西靠黑石渡镇，南依佛子岭镇，东南部是本县单龙寺乡。